# Labasa Football Club
El Labasa Football Club es un equipo profesional de fútbol de la ciudad fiyiana de Labasa, que actualmente juega en la Liga Nacional de Fútbol de Fiyi, la primera división de su país.

## Historia
En 1942, bajo la presidencia de Harold B. Gibson, un antiguo miembro del Consejo Legislativo, la Asociación de Fútbol Labasa se unió al cuerpo nacional de fútbol, entonces conocida como la Asociación de Fútbol de Fiyi India. 
Tuvo problemas para trasladarse a la isla principal, Viti Levu, por lo que debió esperar varios años para poder ingresar a la Asociación de Fútbol de Fiyi. Asociación de la cual es parte hoy en día, el conjunto conquistó ya varios títulos locales.

## Palmarés
- Liga Nacional de Fútbol de Fiyi (2): 1991 y 2007.
- Copa de Fiyi (4): 1992, 1997, 1999 y 2015.
- Batalla de los Gigantes (2): 1997 y 2019
- Campeonato de Fútbol Interdistrital de Fiyi (5): 1992, 1994, 2011, 2016 y 2019.
- Supercopa de Fiyi (5): 1992, 2007 2018, 2020 y 2021.

## Jugadores
Uno de los futbolistas más destacados que ha producido el Labasa es Roy Krishna, quien posteriormente jugaría en Nueva Zelanda en el Waitakere United y el Auckland hasta convertirse en profesional al firmar con el Wellington Phoenix.